# Prezidentské volby v Chorvatsku 2014–15
Prezidentské volby v Chorvatsku se uskutečnily 28. prosince 2014. Vzhledem k tomu, že žádný z kandidátů nezískal v prvním kole většinu, 11. ledna 2015 se konalo druhé kolo, kam postoupili dva kandidáti s nejvyšším počtem hlasů – Ivo Josipović a Kolinda Grabarová-Kitarovičová. V druhém kole pak zvítězila Kolinda Grabarová Kitarovičová se ziskem 50,74 % hlasů a stala se tak první ženou v tomto úřadu.
Šlo o šesté prezidentské volby od roku 1992.

## Výsledky
| Jméno                          | Strana            | První kolo  | První kolo | Druhé kolo  | Druhé kolo |
| Jméno                          | Strana            | Počet hlasů | %          | Počet hlasů | %          |
| ------------------------------ | ----------------- | ----------- | ---------- | ----------- | ---------- |
| Ivo Josipović                  | nezávislý         | 687,678     | 38,46      | 1,082,436   | 49,26      |
| Kolinda Grabarová Kitarovičová | HDZ               | 665,379     | 37,22      | 1,114,945   | 50,74      |
| Ivan Vilibor Sinčić            | Živi zid          | 293,570     | 16,42      |             |            |
| Milan Kujundžić                | Savez za Hrvatsku | 112,585     | 6,30       |             |            |
| Neplatné hlasy                 |                   | 27,791      | —          | 60,728      | —          |
| Volební účast                  |                   |             | 47,12      |             | 59,05      |